# 岡田大
岡田 大（おかだ だい、1978年7月4日 - ）は、地方競馬の浦和競馬場薮口一麻厩舎所属の騎手である。

## 来歴
1996年3月31日付けで地方競馬騎手免許を取得し、益田競馬場大賀一政厩舎から騎手デビュー。同年4月7日第1回益田競馬2日目第4競走アラ系D級6組一般戦ノボルキティで初騎乗（6頭立て3番人気2着）。同年4月20日第1回益田競馬5日目第8競走アラ系B級3組一般戦をリーダーフェイスで優勝（8頭立て3番人気）し、初勝利。同年7月7日第5回益田競馬6日目第9競走第44回日本海特別（秋）をミクニで優勝（8頭立て4番人気）し、重賞初制覇。デビュー後3ヶ月で益田競馬最大のレース制覇という快挙を成し遂げる。
1997年9月23日第12回全日本新人王争覇戦出場（12人中7位）。同年地方競馬通算100勝達成。同年NAR優秀新人騎手賞受賞、日本プロスポーツ大賞新人賞受賞。
1998年マカオジョッキークラブがタイパ競馬場で行った第6回マカオ見習騎手招待競走に出場。マカオ見習騎手招待ボウルに騎乗（2着）し、海外競馬初騎乗。
2001年地方競馬通算500勝達成。
2002年8月16日に益田競馬場が廃止され、浦和競馬場濱村恵厩舎に移籍。
2003年6月22日第2回福島競馬2日目第8競走3歳以上500万下ヤマネダンサー騎乗のため遠征し、同日第2競走3歳未勝利戦ハシノシャムロンに騎乗（14頭立て14番人気10着）し、中央競馬初騎乗。
2006年4月濱村恵調教師廃業に伴い、須藤一弘厩舎に所属変更。
2007年12月25日第9回浦和競馬2日目第6競走3歳六組七組（120.5万円以上190万円未満）をトーセンヴェリタスで優勝（11頭立て1番人気）し、地方競馬通算700勝達成。
2008年須藤一弘調教師廃業に伴い、薮口一麻厩舎に所属変更。
2009年平成20年度南関東功労騎手賞受賞。
2021年、前会長の繁田健一が調教師に転身し、その後任の埼玉県騎手会会長に就任。
地方通算成績は6765戦767勝・2着784回・3着765回・勝率11.3%・連対率22.8%（2011年12月31日現在）
中央競馬6戦0勝